# Crotalaria rhynchotropioides
Crotalaria rhynchotropioides är en ärtväxtart som beskrevs av Baker f.. Crotalaria rhynchotropioides ingår i släktet sunnhampor, och familjen ärtväxter. Inga underarter finns listade i Catalogue of Life.